# 베드포드 파크 블러바드-리먼 칼리지역
베드포드 파크 블러바드-리먼 칼리지역은 뉴욕 지하철에 있는 미국의 철도역이다.

## 역 주변
- 리먼 칼리지